# Illa Soledad
L'Illa Soledad (en anglès: East Falkland) és la més grossa de les illes Malvines (Falkland Islands) a l'Atlàntic sud. Ocupa una superfície de 6.605 km² amb una costa de 1668,7 km. La majoria de la població de les illes Malvines viu a l'illa Soledad on hi ha la capital, Port Stanley. La part sud de l'illa es coneix com a Lafonia.
La part nord és travessada per la serralada Wickham Heights que arriba a uns 600 m d'altitud, el punt més alt de l'illa és el Mont Usborne de 705 m d'altitud. La resta de l'illa consta de superfícies baixes ondulades; el sòl és sorrenc pobre i àcid. Hi ha pastures bruguerars i torberes. L'illa està gairebé partida per dos profunds fiords. Un istme de 2,5 km connecta la part nord i la part sud de l'illa, aquesta darrera coneguda com a península de Lafonia.

## Economia
Les principals activitats econòmiques de l'illa són la pesca, la ramderia d'ovelles, el treball públic (incloent el servei a la base militar) i el turisme. Com que l'illa és molt humida i àcida hi ha poca agricultura (pràcticament només civada) i el terreny es fa servir per pasturar.

## Fauna

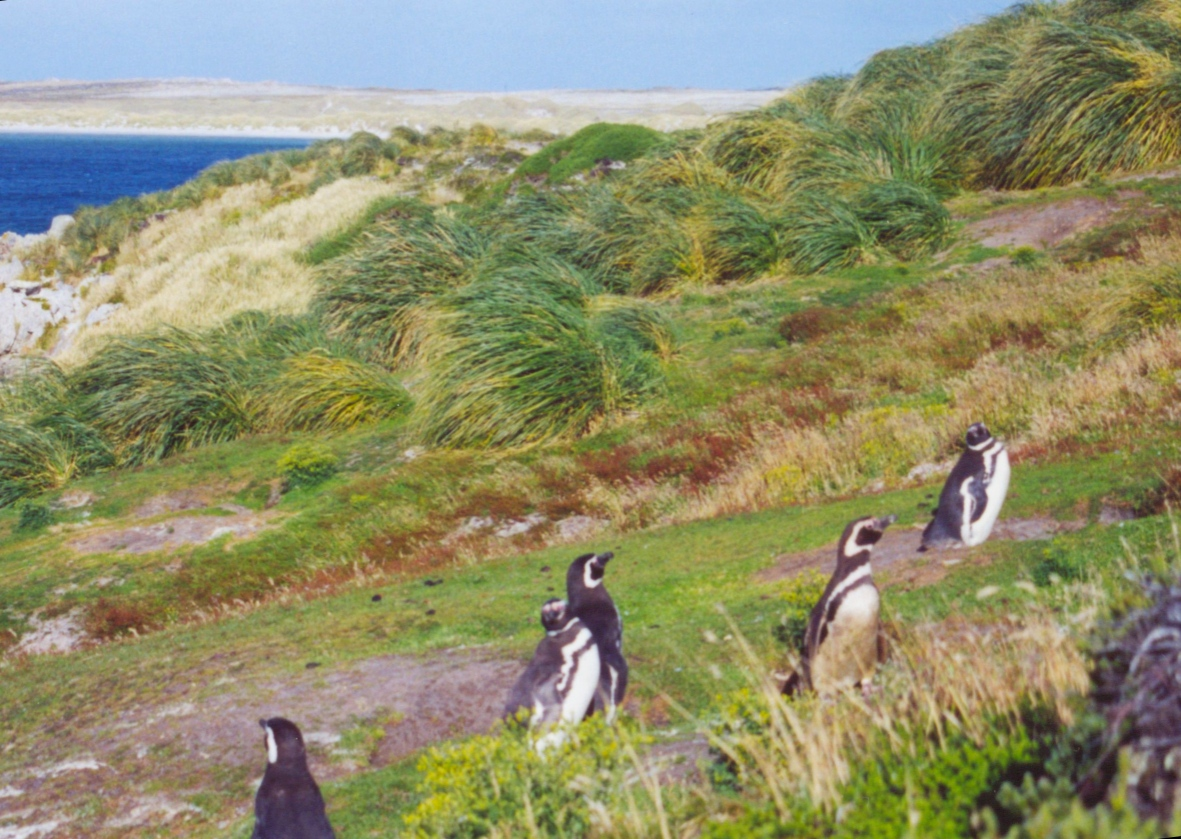
Gypsy Cove, Illa Soledad.

Ja Charles Darwin en el viatge del Beagle, va notar el declivi de la guineu warrah (Canis antarcticus) que és l'únic quadrúpede originari de les Malvines. També es van accidentalment introduir rates i guanacos que encara persisteixen a l'illa Staats.